# Георги Митрофанович
Георги Митрофанович (на сръбски: Георгије Митрофановић) е сръбски свещеник и художник, известен от сръбското средновековие. Живее между 1550 и 1630 г. и е известен със стенописите си в манастира Морача. Георги Митрофанович е живял и се е обучавал в Хилендарския манастир. Негово дело са творбите:Иконата на светии Димитрий, Георги, Артемий и Прокопий от манастира Хиландар от 1618;Стенописът на патриарх Йован. 1619 – 1620;Благовещение. Централна врата на иконостас на църквата Свети Трифон в Хилендарския манастир, Атон. 1621